# Панола (округ, Техас)
Округ Панола (англ. Panola county) — округ штата Техас Соединённых Штатов Америки. На 2000 год в нем проживало 22 756 человек. По оценке бюро переписи населения США в 2009 году население округа составляло 23 310 человек. Окружным центром является город Картидж.

## История
Округ Панола был сформирован в 1846 году. Он был назван от индейского слова, означающего хлопок.

## География
По данным бюро переписи населения США площадь округа Панола составляет 2127 км², из которых 2074 км² — суша, а 53 км² — водная поверхность (2,49 %).

### Основные шоссе
- Шоссе 59
- Шоссе 79
- Автострада 149

### Соседние округа
- Гаррисон  (север)
- Каддо, Луизиана  (северо-восток)
- Де-Сото, Луизиана  (восток)
- Шелби  (юг)
- Раск  (запад)